# Calama (Guelma)

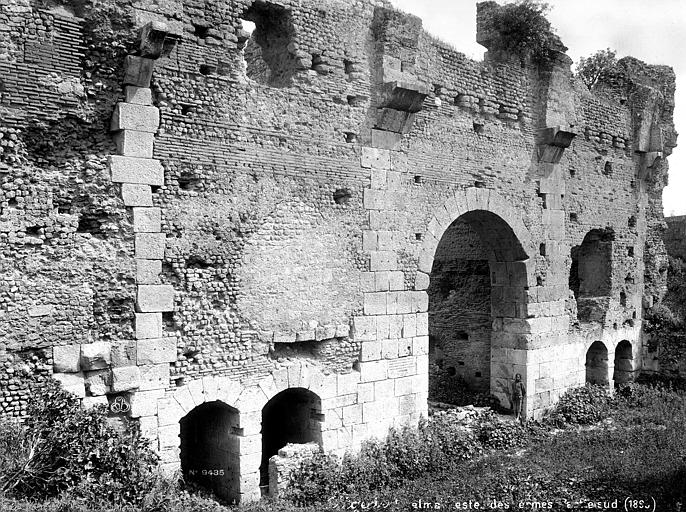
Resti delle terme nel 1893 (foto di Séraphin-Médéric Mieusement)

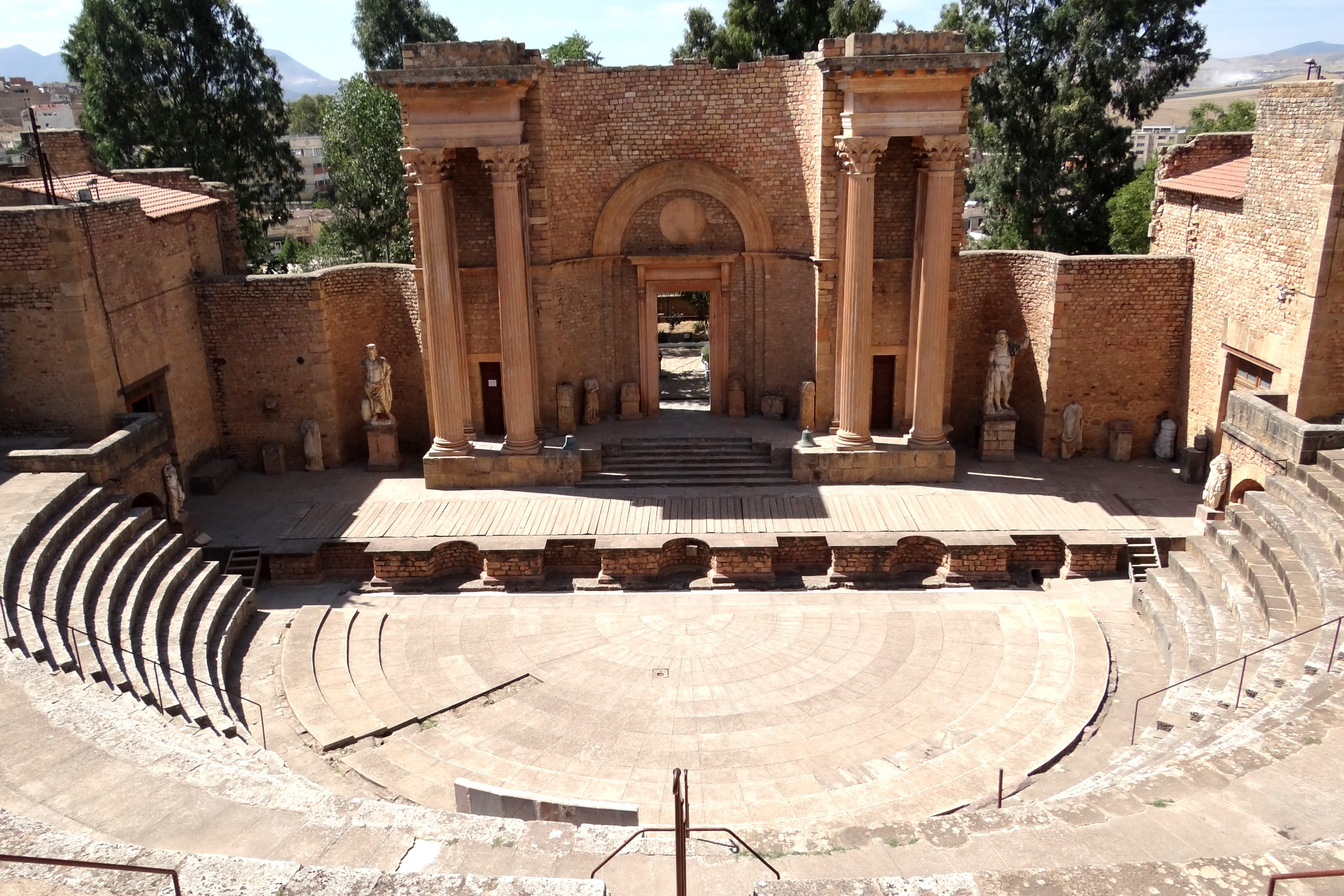
Teatro romano nella ricostruzione novecentesca

Calama era un'antica città romana della provincia dell'Africa proconsolare. Corrisponde all'odierna città di Guelma (Algeria nord-orientale).
Si trovava a circa 74 km a sud-sud-ovest di Ippona (Hippo Regius), ai piedi del massiccio montuoso del Mahouna, in posizione dominante sulla valle del fiume Seybouse.

## Storia
La città era forse di origine punica e sotto Traiano fu municipio, inscritta nella tribù Papiria. Più tardi, è citata nelle iscrizioni come colonia romana.
Nel 401 era vescovo di Calama Possidio, amico di Agostino d'Ippona, ma ne fu cacciato nel 437 in seguito alla conquista da parte dei Vandali di Genserico.
Nel VI secolo, il patrizio bizantino Solomone ne ricostruì le mura. L'ultima menzione risale al XII secolo.
Con la conquista francese presso i resti antichi si insediò un campo militare permanente.

## Resti
I monumenti più importanti sono il teatro romano e un edificio termale del II secolo, di cui resta una grande aula rettangolare di 22 x 14 m, identificata come tepidario.
Le mura bizantine, che dovevano probabilmente essere state costruite su più antiche mura difensive, avevano 13 torri e misuravano 278 x 219 m.
Un'iscrizione attesta l'esistenza di un foro e sono stati rinvenuti i resti di un sacello dedicato a Nettuno, di cisterne e di una chiesa cristiana extraurbana.
Nel 1953 vi fu rinvenuto un tesoro di 7499 monete dalla zecca di Roma, la più recente delle quali era dell'anno 257: il tesoro fu probabilmente seppellito durante locali disordini.